# 王世敏 (文革)
王世敏（？—？），文化大革命时期编辑，梁效负责人之一。

## 生平
毕业于清华大学，文化大革命期间，担任北大清华批判组（“梁效”）的主要负责人，核心组三人成员，梁效党支部委员会成员、材料组副组长。此批判组与江青关系密切，王世敏也因此担任第四届全国人大代表。1976年10月，文化大革命结束后，被关押审查。1983年整党中，其作为“三种人”，被开除党籍。余事不详。